# Contrôleur des transports terrestres
 (août 2015).
Si vous disposez d'ouvrages ou d'articles de référence ou si vous connaissez des sites web de qualité traitant du thème abordé ici, merci de compléter l'article en donnant les références utiles à sa vérifiabilité et en les liant à la section « Notes et références ».
 (décembre 2017).
Les contrôleurs des transports terrestres sont des agents de l'État chargés de veiller au respect des différentes réglementations nationales, communautaires et internationales applicables aux transports routiers de marchandises et de voyageurs.
À ce titre, ils sont assermentés au contrôle sur le domaine public, sur certains sites privés et se déplacent également en entreprises. Ils peuvent aussi être amenés dans certains cas particuliers à intervenir dans le contrôle du fret ferroviaire dangereux. 

## Compétences
Leurs compétences sont larges et touchent une multitude de domaines réglementaires, du code de la route au travail illégal, en passant par les réglementations relatives au transport de matières dangereuses, aux temps de conduite et de repos et à certaines taxes. Différents enjeux sont liés à cette présence de terrain. Ils sont également chargés de contrôler les différents centres agréés à la formation initiale et continue des conducteurs et jouent un rôle de conseil auprès de la police et la gendarmerie dans le domaine des transports.
Leurs missions administratives et leurs habilitations judiciaires leur permettent de constater des infractions dans leurs champs de compétences et de prendre des mesures d'immobilisation. Ils sont amenés à rédiger des procédures pénales ou administratives et sont également saisis pour avis à la demande des procureurs de la République. Les agents disposent d'une compétence nationale et relèvent de l'autorité hiérarchique des préfets de région via les Directions Régionales de l'Environnement, de l'Aménagement et du Logement (DREAL), pour l'Île-de-France de la Direction Régionale et Interdépartementale de l'Équipement et de l'Aménagement (DRIEA) et pour les cinq DROM des DEAL. Les contrôleurs des transports terrestres sont placés sous l'autorité fonctionnelle de la Direction Générale des Infrastructures, des Transports et de la Mer au sein du Ministère de l'Écologie, du Développement Durable et de l'Énergie.